# Imari
Imari (伊万里市, Imari-shi) é uma cidade na prefeitura de Saga, na ilha de Kyushu, Japão.
Em 2003 a cidade tinha uma população estimada em 58 630 habitantes e uma densidade populacional de 229,93 h/km². Tem uma área total de 254,99 km².
Recebeu o estatuto de cidade a 1 de Abril de 1954.